# Premio Laure Bataillon
El premio «Laure Bataillon» es un muy importante premio de literatura en lengua francesa creado en 1986 que galardona la mejor obra de ficción traducida al idioma francés y es concedido anualmente por las ciudades portuarias de Nantes y Saint-Nazaire.
Su nombre le fue atribuido en homenaje a Laure Bataillon, quien fue una excelente traductora de escritores latinoamericanos de la talla de Julio Cortázar, Juan Carlos Onetti y Antonio Skármeta, entre muchos más.
El premio Laure Bataillon es atribuido tanto al escritor extranjero como a su traductor en francés. Ambos deben repartirse a partes iguales la cuantía del premio, que se eleva a 15000 euros. El jurado está compuesto por escritores, traductores y críticos literarios de prestigio.

## Galardonados
| Año  | Autor                        | Título                                          | Traducción del | Traductor                             | Editor                        |
| ---- | ---------------------------- | ----------------------------------------------- | -------------- | ------------------------------------- | ----------------------------- |
| 1986 | Hugo Claus                   | Le Chagrin des Belges                           | neerlandés     | Alain Van Crugten                     | Éditions Julliard             |
| 1987 | Giorgio Manganelli           | Amour                                           | italiano       | Jean-Baptiste Para                    | Éditions Denoël               |
| 1988 | Juan José Saer               | L’Ancêtre                                       | español        | Laure Bataillon                       | Éditions Flammarion           |
| 1989 | Hartmut Lange                | Le Récital suivi de La Sonate Waldstein         | alemán         | Bernard Kreiss                        | Éditions Fayard               |
| 1990 | Bohumil Hrabal               | Vends maison où je ne veux plus vivre           | checo          | Claudia Ancelot                       | Éditions Laffont              |
| 1991 | Bo Carpelan                  | Axel                                            | sueco          | C.G. Bjurström et Lucie Albertini     | Éditions Galimard             |
| 1992 | Josef Hiršal                 | Bohème, bohème                                  | checo          | Erika Abrams                          | Éditions Albin Michel         |
| 1993 | Gert Jonke                   | L’École du virtuose                             | alemán         | Uta Müller y Denis Denjean            | Éditions Verdier              |
| 1994 | John Updike                  | Rabbit en paix                                  | inglés         | Maurice Rambaud                       | Éditions Gallimard            |
| 1995 | Hans Magnus Enzensberger     | Requiem pour une femme romantique               | alemán         | Georges Arès                          | Éditions Gallimard            |
| 1996 | Giuseppe O. Longo            | L’Acrobate                                      | italiano       | Jean et Marie-Noëlle Pastureau        | Éditions l’Arpenteur          |
| 1997 | Bernhard Schlink             | Le Liseur                                       | alemán         | Bernard Lortholary                    | Éditions Gallimard            |
| 1998 | Sergio Ramírez               | Le Bal des masques                              | español        | Claude Fell                           | Éditions Rivages              |
| 1999 | W. G. Sebald                 | Les Émigrants                                   | alemán         | Patrick Charbonneau                   | Éditions Actes Sud            |
| 2000 | Mo Yan                       | Le Pays de l’alcool                             | chino          | Noël et Liliane Dutrait               | Éditions du Seuil             |
| 2001 | Erri De Luca                 | Trois chevaux                                   | italiano       | Danièle Valin                         | Éditions Gallimard            |
| 2002 | Derek Walcott                | Une Autre Vie                                   | inglés         | Claire Malroux                        | Éditions Gallimard            |
| 2003 | Ovidio                       | Les Écrits érotiques                            | latin          | Danièle Robert                        | Éditions Actes Sud            |
| 2004 | Vanghélis Hadziyannidis      | Le Miel des anges                               | griego         | Michel Volkovitch                     | Éditions Albin Michel         |
| 2005 | Thomas Browne                | Pseudodoxia Epidemica                           | inglés         | Bernard Hoepffner                     | Éditions José Corti           |
| 2005 | Gamal Ghitany                | Le Livre des illuminations                      | árabe          | Khaled Osman                          | Éditions du Seuil             |
| 2005 | Daniil Harms                 | Œuvres en prose et en vers                      | ruso           | Yvan Mignot                           | Éditions du Verdier           |
| 2006 | Russell Banks                | American Darling                                | inglés         | Pierre Furlan                         | Éditions Actes Sud            |
| 2006 | Giacomo Leopardi             | Zibaldone                                       | italiano       | Bertrand Schefer                      | Éditions Allia                |
| 2007 | Cynthia Ozick                | Les papiers de Puttermesser                     | inglés         | Agnès Desarthe                        | Éditions de l’Olivier         |
| 2007 | Giuseppe Tomasi di Lampedusa | Le Guépard                                      | italiano       | Jean-Paul Manganaro                   | Éditions du Seuil             |
| 2008 | Vassili Golovanov            | Éloges des voyages insensés                     | ruso           | Hélène Châtelain                      | Éditions Verdier              |
| 2008 | Lucio Victorio Mansilla      | Une excursion au pays des Ranqueles             | español        | Odile Begué                           | Éditions Bourgois             |
| 2009 | Duong Thu Huong              | Au zénith                                       | vietnamita     | Phuong Dang Tran                      | Éditions Sabine Wespieser     |
| 2009 | Cervantes                    | Œuvres de Cervantès                             | español        | Jean-Raymond Fanlo                    | Éditions Livre de Poche       |
| 2010 | Julián Ríos                  | Le pont de l’Alma                               | español        | Geneviève Duchêne y Albert Bensoussan | Éditions Tristram             |
| 2011 | Reinhard Jirgl               | Renégat, roman du temps nerveux                 | alemán         | Martine Remon                         | Éditions Quidam               |
| 2011 | Ingeborg Bachmann            | La trentième heure                              | alemán         | Marie-Simone Rollin                   | Éditions du Seuil             |
| 2012 | Peter Esterhazy              | Pas question d’art                              | húngaro        | Agnès Jarfas                          | Éditions Gallimard            |
| 2012 | Isaac Babel                  | Œuvres complètes                                | ruso           | Sophie Benech                         | Éditions Le Bruit du Temps    |
| 2013 | Christos Chryssopoulos       | Une lampe entre les dents, chronique athénienne | griego         | Anne-Laure Brisac                     | Éditions Actes Sud            |
| 2014 | Nii Ayikwei Parkes           | Notre quelque part                              | inglés         | Sika Fakambi                          | Éditions Zulma                |
| 2014 | Franz Michael Felder         | Scènes de ma vie                                | alemán         | Olivier Le Lay                        | Verdier                       |
| 2015 | Rick Bass                    | Toute la terre qui nous possède                 | inglés         | Aurélie Tronchet                      | Bourgois                      |
| 2015 | Ken Kesey                    | Et quelquefois j'ai comme une grande idée       | inglés         | Antoine Cazé                          | Monsieur Toussaint Louverture |
| 2016 | Gabriel Josipovici           | Infini : L'histoire d'un moment                 | inglés         | Bernard Hœpffner                      | Quidam éditeur                |
| 2016 | Bruno Schulz                 | Récits du treizième mois                        | polaco         | Alain Van Crugten                     | L'Âge d'homme                 |
| 2017 | José Carlos Llop             | Soltice                                         | español        | Edmond Raillard                       | éditions Jacqueline Chambon   |
| 2017 | Ovide                        | Les métamorphoses d'Ovide                       | latín          | Marie Cosnay                          | Éditions de l'Ogre            |
| 2018 | Alan Moore                   | Jerusalem                                       | inglés         | Christophe Claro                      | Éditions Inculte              |
| 2018 | Laurence Sterne              | Voyage sentimental                              | inglés         | Guy Jouvet                            | Éditions Tristram             |
| 2018 | Olga Tokarczuk               | Les Livres de Jakob                             | polaco         | Maryla Laurent                        | Éditions Noir sur Blanc       |

[actualizar]